# Parateleopus
Parateleopus is een monotypisch geslacht van straalvinnige vissen uit de familie van diepzeekwabben (Ateleopodidae).

## Soort
- Parateleopus microstomus Smith & Radcliffe, 1912.